# Triple barra
La triple barra o tribar, ≡, es un símbolo con múltiples significados que dependen del contexto que indican la equivalencia de dos cosas distintas. Sus principales usos son en matemáticas y lógica. Tiene la apariencia de un signo de igualdad ⟨=⟩   con una tercera línea.

## Codificación
El carácter de triple barra en Unicode es el punto de código U+2261 ≡ idéntico a ( & Congruent;, & equiv;). El punto de código estrechamente relacionado U+2262 ≢ no idéntico a ( & nequiv;, & NotCongruent;) es el mismo símbolo con una barra, que indica la negación de su significado matemático
En las fórmulas matemáticas de LaTeX, el código \equiv produce el símbolo de barra triple y \not\equiv produce el símbolo de barra triple negado {\displaystyle \not \equiv } como salida.

## Matemáticas y filosofía
En lógica, se utiliza con dos significados diferentes pero relacionados. Puede referirse al seno y sólo si conecte, también llamado equivalencia material. Ésta es una operación binaria cuyo valor es cierto cuando sus dos argumentos tienen el mismo valor entre ellos. Alternativamente, en algunos textos se utiliza ⇔ con este significado, mientras que ≡ se utiliza para la noción metalógica de nivel superior de equivalencia lógica, según la cual dos fórmulas son lógicamente equivalentes cuando todos los modelos les dan el mismo valor. Gottlob Frege utilizó una barra triple para una noción de identidad más filosófica, en la que dos enunciados (no necesariamente en matemáticas o lógica formal) son idénticos si pueden sustituirse libremente entre sí sin cambio de significado.
En matemáticas, la barra triple se utiliza en ocasiones como símbolo de identidad o una relación de equivalencia (aunque no es la única; otras opciones habituales incluyen ~ y ≈). En particular, en geometría, se puede utilizar para demostrar que dos figuras son congruentes o que son idénticas. En teoría de los números, se ha utilizado empezando por Carl Friedrich Gauss (que lo utilizó por primera vez con este significado en 1801) para significar congruencia modular : {\displaystyle a\equiv b{\pmod {N}}} si N divide a − b.
En la teoría de categorías, se pueden utilizar barras triples para conectar objetos en un diagrama conmutativo, indicando que en realidad son el mismo objeto en lugar de estar conectados por una flecha de la categoría.
Este símbolo también se utiliza en ocasiones en lugar de un signo de igualdad para las ecuaciones que definen el símbolo del lado izquierdo de la ecuación, para contrastarlas con ecuaciones en las que ya estaban definidos los términos de ambos lados de la ecuación. Una notación alternativa para este uso es escribir las letras "def" por encima de un signo de igualdad normal, {\displaystyle a\mathrel {\stackrel {\scriptscriptstyle \mathrm {def} }{=}} b}. Del mismo modo, otra notación alternativa para este uso es preceder al signo igual con dos puntos, {\displaystyle a:=b}. La notación de dos puntos tiene la ventaja de que refleja la asimetría inherente a la definición de un objeto a partir de objetos ya definidos.

## Ciencia
En la nomenclatura botánica, la barra triple denota sinónimos homotípicos (los basados en el mismo ejemplar tipo ), para distinguirlos de los sinónimos heterotípicos (los basados en ejemplares de tipo diferente), que están marcados con un signo de igualdad.
En química, la barra triple se puede utilizar para representar un enlace triple entre átomos. Por ejemplo, HC≡CH es una abreviatura común para acetileno (nombre sistemático: eti).

## Icono de hamburguesa

Triple barra

En el diseño de aplicaciones genéricas de móviles o web, a veces se utiliza un símbolo similar como elemento de interfaz, donde se llama icono de hamburguesa. El elemento suele indicar que se puede acceder a un menú de navegación cuando el elemento está activado; las barras del símbolo pueden verse como elementos de menú estilizados, y algunas variaciones de estos símbolos añaden más barras, o viñetas en cada barra, para mejorar esta similitud visual.
El uso de este símbolo se remonta a las primeras interfaces de ordenador desarrolladas en Xerox PARC en la década de 1980. También es similar al icono que se utiliza con frecuencia para indicar la alineación del texto justificada. Es un componente que se utiliza con frecuencia de las directrices de diseño de materiales de Google y muchas aplicaciones de Android y aplicaciones web que siguen estas directrices hacen uso del dotón de hamburguesa.